# Купорань
Копораны (рум. Cuporani, Купорань) — село в Леовском районе Молдавии. Наряду с селом Тигечь входит в состав коммуны Тигечь.

## География
Село расположено на высоте 81 метр над уровнем моря.

## Население
По данным переписи населения 2004 года, в селе Купорань проживает 282 человека (143 мужчины, 139 женщин).
Этнический состав села:
| Национальность | Число жителей | Процентный состав |
| -------------- | ------------- | ----------------- |
| молдаване      | 177           | 62,77             |
| болгары        | 94            | 33,33             |
| румыны         | 5             | 1,77              |
| гагаузы        | 3             | 1,06              |
| русские        | 2             | 0,71              |
| украинцы       | 1             | 0,35              |
| Всего          | 282           | 100 %             |

## Железнодорожная платформа Купорань
В 1934 году, согласно официальному расписанию Румынских железных дорог, через остановочный пункт Купэрень проходил регулярный пассажирский поезд № 849/850 на линии № 111 Бырлад – Бессарабка. Время в пути от Бырлада до Купорань  составляло 3 часа 59 минут, а от Купорань до Бессарабки — 4 часа 14 минут. Поезд № 849 прибывал в Купорань из Бырлада в 8:18 утра, а поезд № 850 отправлялся из Купорань в направлении Бырлада в 9:20. Это подтверждает, что станция обслуживала регулярное пассажирское сообщение в межвоенный период и входила в состав государственной железнодорожной сети Румынии.